# James Morrow
Pour les articles homonymes, voir Morrow.
Œuvres principales
- En remorquant Jéhovah

James Morrow, né le 17 mars 1947 à Philadelphie en Pennsylvanie, est un écrivain américain. Son œuvre est non seulement une satire des religions établies mais aussi de l'humanisme et de l'athéisme.
Ainsi, dans son roman En remorquant Jéhovah où le corps de Dieu flotte sans vie dans l'océan, James Morrow se livre à une sévère critique des croyances traditionnelles mais dans le même temps il tourne en ridicule la morale d'un monde post-déiste.
James Morrow plonge souvent son lecteur dans l'embarras : comment peut-on choisir entre un mensonge décérébrant et une réalité pathétique ? Peut-être en apprenant à vivre dans l'incertitude. 

## Œuvres

### La Trilogie de Jéhovah
1. En remorquant Jéhovah, J'ai lu, 1995 ((en) Towing Jehovah, 1994)Prix World Fantasy du meilleur roman 1995
2. Le Jugement de Jéhovah, J'ai lu, 1998 ((en) Blameless in Abaddon, 1996)
3. La Grande Faucheuse, Au diable vauvert, 2000 ((en) The Eternal Footman, 1999)

### Romans indépendants
- Le Vin de la violence, Denoël, coll. « Présence du futur » no 483, 1989 ((en) The Wine of Violence, 1981)
- (en) The Adventures of Smoke Bailey, 1983
- L'Arbre à rêves, La Découverte, 1986 ((en) The Continent of Lies, 1984)
- Ainsi finit le monde, Denoël, coll. « Présence du futur » no 458, 1988 ((en) This Is the Way the World Ends, 1986)
- Notre mère qui êtes aux cieux, J'ai lu, 1991 ((en) Only Begotten Daughter, 1990)Prix World Fantasy du meilleur roman 1991
- Cité de vérité, Denoël, coll. « Présence du futur » no 530, 1992 ((en) City of Truth, 1990)Prix Nebula du meilleur roman court 1992
- Le Dernier Chasseur de sorcières, Au diable vauvert, 2003 ((en) The Last Witchfinder, 2003)
- L'Apprentie du philosophe, Au diable vauvert, 2011 ((en) The Philosopher's Apprentice, 2008)
- Hiroshima n'aura pas lieu, Au diable vauvert, 2014 ((en) Shambling Towards Hiroshima, 2009)
- (en) The Madonna and the Starship, 2014
- L'Arche de Darwin, Au diable vauvert, 2017 ((en) Galápagos Regained, 2015)
- (en) The Asylum of Dr. Caligari, 2017
- Lazare attend, Au diable vauvert, 2021 ((en) Lazarus Is Waiting, 2020)
- Le Monde et vice versa, Au diable vauvert, 2025 ((en) Madly in All Directions, 2023), 400 p.  (ISBN 979-10-307-0727-4)

### Recueils de nouvelles
- (en) Swatting at the Cosmos, 1990
- (en) Bible Stories for Adult, 1996
- (en) The Cat's Pajamas & Other Stories, 2004
- (en) Variant Title: The Cat's Pajamas and Other Stories, 2013
- (en) Reality by Other Means: The Best Short Fiction of James Morrow, 2015